# Paul Winter
Paul Winter (Ribeauvillé, Francuska, 6. veljače 1906. – Poitiers, Francuska, 22. veljače 1992.) je pokojni francuski bacač diska i osvajač brončane medalje 1932. u Los Angelesu.
Treniranje bacanja diska je najprije započeo u atletskim klubovima iz Colmara i Strasbourga prije nego što se odselio u Pariz gdje je nastupao za CA François. 1932. osvojio je olimpijsku broncu a nakon dvije godine i europsko srebro na prvom europskom prvenstvu održanom u Torinu. Tijekom karijere osvojio je i četiri nacionalna prvenstva dok je njegov rekord iz 1932. oboren tek 1957. godine.
Winter je nastupio i na Olimpijadi u Berlinu 1936. ali ondje je ispao već u kvalifikacijama.

## Olimpijsko finale 1932.
| RANG | Natjecatelj    | Udaljenost |
| ---- | -------------- | ---------- |
|      | John Anderson  | 49,49      |
|      | Henri LaBorde  | 48,47      |
|      | Paul Winter    | 47,85      |
| 4.   | Jules Noël     | 47,74      |
| 5.   | István Donogán | 47,08      |